# كيث بورنس
كيث بورنس (بالإنجليزية: Keith Burns)‏ هو لاعب كرة قدم أمريكية أمريكي، ولد في 16 مايو 1972 في غريليفيل في الولايات المتحدة.

## وصلات خارجية
- كيث بورنس على موقع مرجع كرة القدم المحترفة.كوم (الإنجليزية)